# Gold Cup féminine 2000
Navigation
Édition précédente Édition suivante
La Gold Cup féminine 2000 est la cinquième édition du Championnat féminin de la CONCACAF et la première édition sous le nom de Gold Cup féminine. Elle met aux prises les meilleures sélections féminines de football d'Amérique du Nord, d'Amérique centrale et des Caraïbes affiliées à la CONCACAF. La compétition se déroule aux États-Unis du 23 juin au 3 juillet 2000.

## Villes
| \| Foxborough Hershey Louisville \| |                               |                     |                       |
| \| Foxborough Hershey Louisville \| | Foxborough États-Unis         | Hershey États-Unis  | Louisville États-Unis |
| ----------------------------------- | ----------------------------- | ------------------- | --------------------- |
| \| Foxborough Hershey Louisville \| | Cardinal Stadium              | Hersheypark Stadium | Foxboro Stadium       |
| \| Foxborough Hershey Louisville \| | Capacité: 55 000              | Capacité: 15 641    | Capacité: 60 292      |
| \| Foxborough Hershey Louisville \| |                               |                     |                       |
| \| Foxborough Hershey Louisville \| | Foxborough Hershey Louisville |                     |                       |

## Nations participantes
| Équipe                 |                       |                       |
| Zone Amérique du Nord  | Zone Amérique du Nord | Zone Amérique du Nord |
| ---------------------- | --------------------- | --------------------- |
| États-Unis (hôte)      |                       |                       |
| Canada                 |                       |                       |
| Mexique                |                       |                       |
| Zone Caraïbes          |                       |                       |
| Trinité-et-Tobago      |                       |                       |
| Zone Amérique centrale |                       |                       |
| Costa Rica             |                       |                       |
| Guatemala              |                       |                       |
| Invités                |                       |                       |
| Brésil                 |                       |                       |
| Chine                  |                       |                       |

## Compétition

### Phase de groupes
Le format du premier tour est celui d'un tournoi toutes rondes simple. Chaque équipe joue un match contre toutes les autres équipes du même groupe.
- Victoire : 3 points ;
- Match nul : 1 point ;
- Défaite : 0 point.